# Simon Archer
Simon David Archer, MBE, (* 27. Juni 1973 in Leamington Spa, anderen Quellen zufolge in Worcester) ist ein Badmintonspieler aus Großbritannien.
Bei den Olympischen Sommerspielen 1996 in Atlanta nahm er zusammen mit Chris Hunt am Doppelwettbewerb teil. Er schied jedoch, wie auch vier Jahre später bei den Olympischen Sommerspielen 2000 in Sydney zusammen mit Nathan Robertson, im Viertelfinale aus. In Sydney nahm er aber zusätzlich mit Joanne Goode am Mixed-Wettbewerb teil und gewann Bronze. Die beiden gewannen auch Gold bei den Commonwealth Games der Jahre 1998 und 2002. Im August 2006 zog sich Archer aus dem Profisport zurück.

## Erfolge
- England: Einzelmeisterschaft der Junioren 1991 Mixed
- England: Einzelmeisterschaft der Junioren 1991 Herreneinzel
- Austrian International 1992 Mixed
- Iceland International 1992 Herrendoppel
- Austrian International 1993 Herrendoppel
- Welsh International 1993 Herrendoppel
- Badminton-Europameisterschaft 1994 Herrendoppel
- Commonwealth Games/Badminton 1994 Mixed
- England: Einzelmeisterschaften 1994 Herrendoppel
- England: Einzelmeisterschaften 1995 Herrendoppel
- England: Einzelmeisterschaften 1996 Mixed
- England: Einzelmeisterschaften 1996 Herrendoppel
- England: Einzelmeisterschaften 1997 Herrendoppel
- England: Einzelmeisterschaften 1997 Mixed
- Commonwealth Games/Badminton 1998 Mixed
- England: Einzelmeisterschaften 1998 Herrendoppel
- Badminton-Europameisterschaft 1998 Herrendoppel
- England: Einzelmeisterschaften 1998 Mixed
- All England 1999, Sieger Mixed
- Olympische Sommerspiele 2000/Badminton Bronze Mixed, Viertelfinale Doppel
- Swiss Open 1999 Mixed
- England: Einzelmeisterschaften 1999 Herrendoppel
- England: Einzelmeisterschaften 1999 Mixed
- Indonesia Open 2000 Mixed
- England: Einzelmeisterschaften 2000 Herrendoppel
- Indonesia Open 2003 Mixed
- Austrian International 2003 Mixed
- Iceland International 2003 Mixed
- Olympische Sommerspiele 2004/Badminton Viertelfinale Doppel
- Portugal Open 2004 Mixed und Doppel
- Portugal Open 2005 Mixed und Doppel